# Harpolithobius adontus
Harpolithobius adontus är en mångfotingart som beskrevs av Chamberlin 1952. Harpolithobius adontus ingår i släktet Harpolithobius och familjen stenkrypare.
Artens utbredningsområde är Turkiet. Inga underarter finns listade i Catalogue of Life.